# Asplenium incisoserratum
Asplenium incisoserratum là một loài thực vật có mạch trong họ Aspleniaceae. Loài này được (Rosenst.) N. Murak. & R.C. Moran miêu tả khoa học đầu tiên năm 1993.